# Puppy Linux
Puppy Linux ist eine platzsparende und schnelle Linux-Distribution, die u. a. direkt von einer Live-CD betrieben werden kann. Aus Quelltext kompiliert, basiert Puppy auf keiner anderen Linux-Distribution.

Der Name leitet sich von dem Chihuahua Puppy (dt.: Welpe) des australischen Projektgründers Barry Kauler ab.
Ein Ziel des Betriebssystems ist es, auch von Benutzern ohne Linuxkenntnisse sofort genutzt werden zu können. Die Entwickler versuchen, dies durch eine unkomplizierte und benutzerfreundliche Bedienung, grafische Einrichtungs-Assistenten sowie eine breite Hardwareunterstützung zu erreichen.

## Geschichte
Puppy Linux wurde im Jahr 2002 von dem Australier Barry Kauler entwickelt. Die Version 0.1 veröffentlichte er am 18. Juni 2003. Seitdem wurde das System mit zunehmender Unterstützung und Geschwindigkeit weiterentwickelt.
Im Oktober 2008 zog sich Barry Kauler als Leiter der Entwicklung von Puppy Linux zurück und konzentrierte sich mehr auf verwandte Projekte wie Woof, mit dem distributionsfremde Pakete in das Paketformat PET (Puppy’s Extra Treats) für Puppy Linux konvertiert werden können. Puppy 4.1.2 war die bis dahin letzte Version von ihm. Die Community pflegte die Distribution weiter zu Puppy 4.2 „Deep Thought“, erschienen im März 2009.
Erneut koordiniert von Barry Kauler folgte im September 2009 Puppy Linux 4.3, aufbauend auf Woof. Auf Basis von Woof führt Barry Kauler zwei Entwicklungslinien von Puppy mit Quirky und Wary weiter.
Die Entwicklung von Puppy aus der Community heraus hat zu Lucid Puppy und Slacko Puppy geführt, mit zusätzlichen Ideen und Programmen.

## Merkmale
Die etwa 205–330 MB (je nach Software-Auswahl) große Distribution startet schnell, auch wenn sie nicht auf der Festplatte eines Computers installiert wurde. Bei Installation auf Festplatte verbraucht es nur wenig Speicherplatz. Dies ist besonders auf Netbooks mit Solid-State-Festplatten von Vorteil. Es stellt geringe Anforderungen an die Systemressourcen, sodass es auch auf alten Geräten flüssig läuft. Das System wird komplett in den Arbeitsspeicher geladen und erreicht dadurch eine hohe Betriebsgeschwindigkeit. Der Live-Betrieb ohne Installation ist je nach BIOS von fast allen Wechselmedien möglich.
Die Nutzung durch Anwender, die an das Betriebssystem Windows gewöhnt sind, ist ohne große Schwierigkeiten zu erlernen.

### Singleuser Root
Im Gegensatz zu den meisten Linuxdistributionen, die als Multiuser-System ausgelegt sind, startet Puppy automatisch den einzig verfügbaren User Root, der ohne Passworteingabe sämtliche Systemveränderungen vornehmen kann. Den PC und das Internet als Rootuser mit allen Rechten zu nutzen, birgt Gefahren, daher wurde dieses Konzept kritisiert.
Seit Wary 5.1.3 gibt es einige auf Puppy basierende Distributionen, die es experimentell ermöglichen, Puppy auch ohne Superuser-Rechte zu nutzen.

## Aktuelle (offizielle) Versionen
- Slacko Puppy 5.4 – Entwickelt und koordiniert von Mick Amadio und anderen Mitgliedern der Puppy Community, wurde es am 2. Dezember 2012 veröffentlicht. Zur Puppy Basis wurden zusätzlich Binärpakete von Slackware eingebunden.[11]

- Wary und Racy 5.3 – Wary: Übersetzt etwa: Umsichtig, vorsichtig, abwägend. Entwickelt von Barry Kauler auf Puppy Basis. Wary zielt auf Kompatibilität mit älterer Hardware und bietet verschiedene Kernel zur Auswahl. Daneben gibt es die Variante Racy für aktuellere Hardware. Unterstützung über einen längeren Zeitraum wird beabsichtigt.[12]

- Precise Puppy 5.4.3 – Entwickelt und koordiniert von Mitgliedern der Puppy Community, wurde es am 17. Dezember 2012 veröffentlicht. Zur Puppy Basis wurden zusätzlich Binärpakete von Ubuntu Lucid Lynx eingebunden und Zugriff auf die Ubuntu Quellpakete ermöglicht.[13]

Darüber hinaus gibt es so genannte Puplets (inoffizielle Versionen) von Mitgliedern der Community. Einflüsse zwischen den unterschiedlichen Projekten finden sich in neueren Entwicklungen wieder.

## Systemanforderungen und Installation
Die aktuellen (2012) Versionen von Puppy setzen ein Minimum von 128 MB Arbeitsspeicher voraus, um das Betriebssystem vollständig und ohne swap-Partition in den Arbeitsspeicher zu laden. So wird die Distribution mit ihren diversen Programmen angemessen schnell ausgeführt. Empfohlen werden heute grundsätzlich 256 MB RAM plus eine Swap-Partition von 512 MB.
Will man auch auf älterer Hardware ein Puppy Linux mit aktuellen Programmen einsetzen, ist Puppy 2.14x besonders geeignet.
Installieren lässt sich Puppy auf verschiedene Arten:
| Live-CD mit Sicherungsdatei auf Festplatte oder USB-Stick | Die Einstellungen werden beim Herunterfahren auf einer bereits vorhandenen, beliebig formatierten Partition der Festplatte oder eines USB-Sticks als Pupsave-Datei gespeichert. Die Kombination CD+USB-Stick ist auf mehreren PCs einsetzbar. Die Speicherkapazität einer Pupsave-Datei auf USB-Stick übersteigt die Kapazität und Flexibilität einer CD bei weitem. |
| Frugale Installation mit Grub (empfohlen)                 | Auf Festplatte oder auch auf USB-Stick mit Einrichtung des GRUB-Bootloaders. Dazu bedarf es einer eigenen Partition formatiert als ext2-4. Die Installationsfunktion wird im Start-Menü aufgerufen. |
| Frugale Installation mit GRUB4DOS (empfohlen)             | Mit Einrichtung des GRUB4DOS-Bootloaders. Dieser kann neben ext2/3/4 und reiserfs auch auf einer NTFS/FAT formatierten Festplatte (Windows Partition) installiert werden. Eine zusätzliche Partition ist nicht notwendig. |
| Brennen des ISO-Abbilds auf eine Multisession-CD/DVD      | Individuelle Einstellungen werden beim Herunterfahren auf die CD/DVD gebrannt und stehen für den nächsten Einsatz zur Verfügung. Die CD/DVD lässt sich so auf mehreren PCs einsetzen. |
| Volle Installation auf Speicherkarte oder USB-Stick       | Über die Installationsfunktion im Start-Menü von Puppy. Verwendbar auf mehreren PCs. |
| Volle Installation auf Linuxpartition                     | Mit Grub. (Nur bei wenig RAM empfehlenswert) |

## Arbeitsfläche und Programme

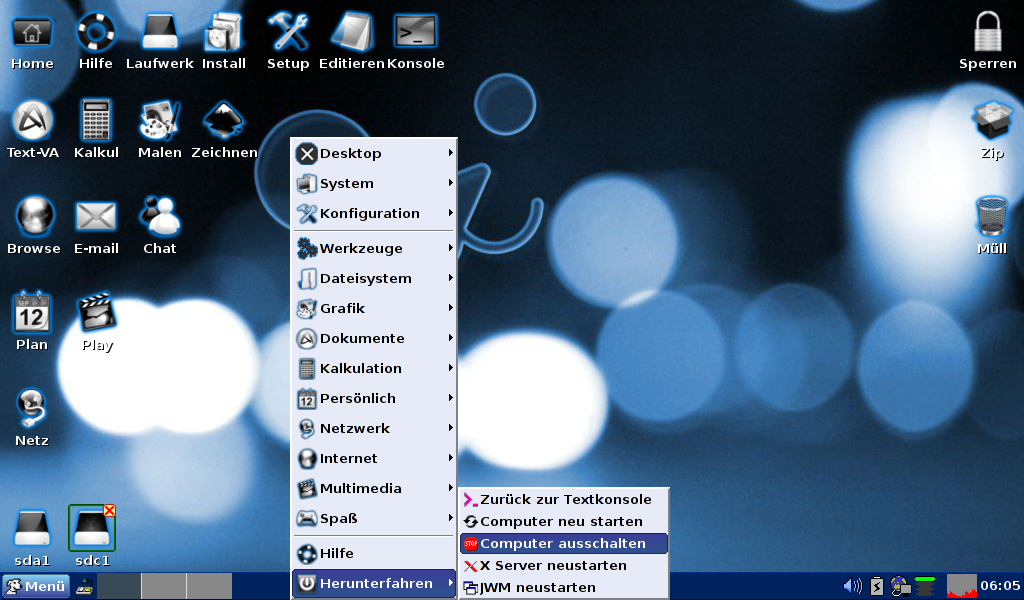
Puppy Linux Wary 5.3 mit JWM

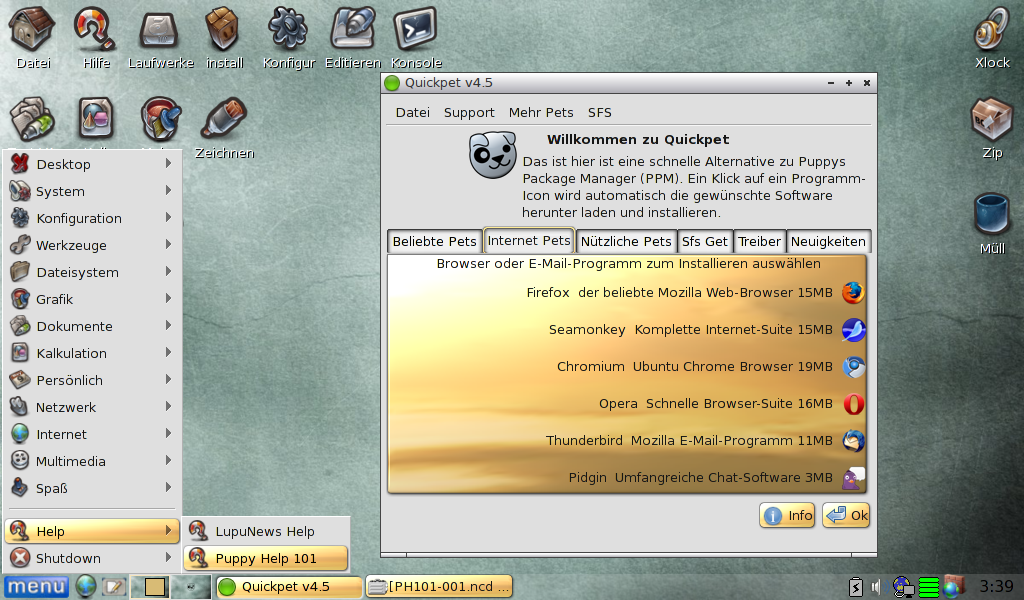
Puppy Linux 528 (Lucid) mit Openbox und Quickpet

Als Fenstermanager verwendet Puppy JWM (Joe’s Window Manager) und auch Openbox.
Puppy umfasst trotz der geringen Größe eine umfangreiche Ausstattung an freien Programmen für viele Anwendungen. Kompakte Programme mit geringen Leistungsanforderungen bestimmen die Auswahl. Codecs und Browser-Plug-ins sind integriert.
ROX ist der Standard Dateimanager.
Weitere Anwendungen sind unter anderem das Textverarbeitungsprogramm AbiWord, Gnumeric als Tabellenkalkulation so wie Sylpheed als E-Mail-Programm.
Nicht enthaltene populäre Programme können leicht nachinstalliert werden.
Als Webbrowser bietet Lucid Puppy in einer Auswahlmaske Firefox, SeaMonkey, Chrome und Opera an. SeaMonkey ist die Browser-Suite in Wary.

## Puppy Linux-Varianten (Derivate)
„Puplets“ sind von den Mitgliedern der Puppy Community remasterte und für verschiedene Zwecke zugeschnittene Puppy Varianten.

### Beispiele
- Saluki, mit Xfce Desktop-Umgebung basiert auf Racy 5.2 und zielt auf aktuellere PCs.[20]

- BrowserLinux dient hauptsächlich zum Surfen und Musik-Hören.[21]

- Classic Pup 2.14X ist eine auf 2.14 aufbauende Version besonders für ältere Hardware, mit vielen Aktualisierungen.[14]

- Wary NOP (Nearly Office Pup) verwendet Xfce 4 als Fenstermanager und Thunar als Dateimanager.[22]

- Macpup (Basis Puppy 5 „Lucid Puppy“) verwendet den Enlightenment E17 Fenstermanager.[23]

- Quirky_140_de[24] enthält Xfce und deutsche Lokalisierungen und ist ein Nachfolger von „Puppy 431 in Deutsch“.

## Versionen
| Version | Datum              | Fokus |
| ------- | ------------------ | --- |
| 1.0.9   | 15. Mai 2006       | 1er Serie: Pentium (oder vergleichbar) mit mindestens 32 MB RAM (nicht mehr aktuell)                                                         |
| 2.02    | 29. Juli 2006      | 2er Serie: Pentium II (oder vergleichbar) (nicht mehr aktuell)                                                                               |
| 2.14    | 17. Februar 2007   | wird laufend aktualisiert, zuletzt 24. März 2011                                                                                             |
| 3.0     | 4. Oktober 2007    | 3er Serie: Kompatibilität zu Paketen von [Slackware] 12 (nicht mehr aktuell)                                                                 |
| 4.0     | 5. Mai 2008        | 4er Serie: Puppy-eigenes Paketformat, da Slackware-Pakete zu groß                                                                            |
| 4.1     | 6. Oktober 2008    | Update von Puppy 4.0; neue Programme und interne Verbesserungen                                                                              |
| 4.2     | 28. März 2009      | 4.2er Serie: Attraktivität für Windows Vista Flüchtlinge (mit Bling), Projektleiter Warren Willson                                           |
| 4.2.1   | 24. Mai 2009       | Update; Aktualisierung und Fehlerbereinigung, Projektleiter Warren Willson                                                                   |
| 4.3     | 18. September 2009 | „Puppy Package Manager“ als neu eingeführte Paketverwaltung, mit „Woof“ nun Kompilieren von Paketen aus verschiedenen Distributionen möglich |
| 4.3.1   | 19. Oktober 2009   | Bugfix-Release (ist Basis einiger aktueller Derivate)                                                                                        |
| 5.0     | 15. Mai 2010       | |
| 5.0.1   | 25. Mai 2010       | Bugfix-Release |
| 5.1     | 11. August 2010    | |
| 5.1.1   | 6. September 2010  | |
| 5.2     | 6. Januar 2011     | |
| 5.2.5   | 3. April 2011      | |
| 5.2.8   | 17. August 2011    | Schnellere Programmbibliotheken, aktuelle Hardwareunterstützung                                                                              |
| 5.3     | 24. Oktober 2011   | unterstützt bis 64 GB Arbeitsspeicher, kompatibel mit Slackware                                                                              |
| 5.3.3   | 5. Mai 2012        | Aktualisierung von 5.3, u. a. Linux-Kernel 3.1.10                                                                                            |
| 5.4     | 30. November 2012  | |
| 5.7.1   | 13. August 2013    | |
| 6.0     | 26. Oktober 2014   | Basiert auf Ubuntu 14.04 „Trusty Tahr“. Kernel Version 3.14.20.                                                                              |
| 8.0     | 24. März 2019      | |
| 9.5     | 21. September 2020 | |

## Bedienung und Eigenschaften
Beim ersten Start von Puppy Linux kann man verschiedene Einstellungen vornehmen: Sprache, Tastatur-Layout, Grafik-Einstellungen, wie zum Beispiel Bildschirm-Auflösung und Farbtiefe.
Danach findet der Nutzer einen Desktop mit den Icons für die wichtigsten Programme vor. Puppy Linux wird ähnlich wie Windows über das „Start-Menü“ (links unten, siehe Bild) bedient. Umsteiger von Windows müssen sich erst daran gewöhnen, dass man in der Standardeinstellung nur einmal mit der linken Maustaste auf die Icons klickt. Dies kann aber auch im ROX-Filemanager geändert werden. Das Aussehen der Programme erinnert stark an die Programme des Gnome-Desktops.
Beim Beenden von Puppy Linux hat man die Option, alle Einstellungen, Dokumente und Tabellen, E-Mails, Browser-Einstellungen usw. abzuspeichern. Puppy Linux legt dazu eine, von Windows aus gesehen, einzige große Datei auf einer Windows FAT32-Partition an, in der alles gespeichert wird. Als Speichermedium kann sowohl die Festplatte, eine CD-RW oder auch eine Speicherkarte (zum Beispiel eine Secure-Digital-Speicherkarte mit USB-Cardreader oder ähnliches) dienen. Damit erhält man beim nächsten Start wieder genau dieselbe Umgebung mit allen Einstellungen und Dateien, wie beim vorhergehenden Beenden. Die Daten werden dabei in einer Datei pup_save.2fs (oder auch pup_save.3fs) abgelegt, die intern eine ext-Dateisystem-Struktur hat und beim Starten von Puppy Linux entsprechend automatisch erkannt und in das Linux-Dateisystem gemountet wird.